# 드래곤볼 슈퍼: 브로리
《드래곤볼 슈퍼: 브로리》(ドラゴンボール超 ブロリー)는 2018년에 공개된 《드래곤볼》 시리즈의 20번째 극장 개봉 애니메이션 영화이다. 《드래곤볼 슈퍼》로는 첫 작품이다

## 개요
전작 《드래곤볼 Z: 부활의 F》 이후 3년만에 공개된 작품으로, 스토리도 전작에서 이어진다. 원작자 토리야마 아키라는 전작에 이어 캐릭터 디자인을 담당하고 있는 동시에에 처음으로 혼자 각본을 맡았다. 드래곤볼 시리즈의 극장판 중 20번째 작품 기념작으로 해당된다.

## 줄거리
상상을 초월하는 새로운 적

수수께끼의 사이어인 브로리의 등장

‘힘의 대회’ 후 평화를 되찾은 지구.

그리고 더욱 강해지기 위해 수행에 몰두하고 있는 오공과 베지터 앞에 나타난 것은

지금까지의 그 어떤 적보다 강한 사이어인 브로리!

엄청난 전투력으로 오공과 베지터를 무기력하게 만드는 브로리와

또 다시 지옥에서 돌아온 프리저까지 뒤얽혀 서로 다른 운명을 살아온 세 사이어인들은 처절한 전투를 시작하고

오공과 베지터는 최후의 선택으로 본인들의 한계를 뛰어넘는 퓨전을 시도한다. 그리고 마침내 드디어 오지터 등장! 오지터는 프리저에게 자신의 전투력을 설명하고 (오지터의 전투력: (손오공+베지터)×수십배)노멀 상태로 브로리와 싸우다가 슈퍼사이어인, 슈퍼사이어인 블루 순으로 변신하여 브로리를 밀어붙이지만 치라이의 소원으로 브로리를 원래 살던 행성으로 보내주고 손오공이 브로리 일행에게 집, 생활 용품, 음식 등을 가져다주고 브로리와 친구가 되며 끝이 난다.

## 목소리 출연
- 노자와 마사코 - 손오공 목소리 역
- 호리카와 료 - 베지터 목소리 역
- 나카오 류세이 - 프리저 목소리 역
- 시마다 빈 - 브로리 목소리 역
- 히사카와 아야 - 부르마 목소리 역
- 후루카와 토시오 - 피콜로 목소리 역
- 쿠사오 타케시 - 트랭크스 목소리 역
- 야마데라 코이치 - 비루스 목소리 역
- 모리타 마사카즈 - 위스 목소리 역
- 호키 카츠히사 - 파라가스 목소리 역